# Théorème de Rademacher
Pour les articles homonymes, voir Rademacher.
En mathématiques, le théorème de Rademacher est un résultat d'analyse qui s'énonce ainsi :

Soient A un ouvert de ℝn et f : A  → ℝm une application lipschitzienne. Alors f est dérivable presque partout sur A.
Il se ramène évidemment au cas m = 1. Pour démontrer ensuite ce cas, on montre d'abord que pour tout vecteur unitaire v, f admet presque partout une dérivée dans la direction de v (on utilise pour cela qu'une fonction à variation bornée est dérivable presque partout, et le lemme de Fatou). On en déduit, en choisissant dans ℝn un ensemble dénombrable dense de directions, qu'il existe un ensemble de complémentaire négligeable sur lequel f est dérivable dans toutes ces directions et de dérivée donnée par son gradient. On montre pour finir que sur cet ensemble, f est dérivable. Cette dernière étape fait appel au théorème de différentiation de Lebesgue (qui s'applique à toute fonction absolument continue), mais utilise par ailleurs de façon cruciale que f est lipschitzienne.